# Prophaethontidae
A Prophaethontidae a madarak (Aves) osztályába és a trópusimadár-alakúak (Phaethontiformes) rendjébe tartozó fosszilis család.
Korábban a rendbéli besorolása még vitatott volt, míg egyesek a gödényalakúak (Pelecaniformes) közé sorolják, mások a trópusimadár-alakúak (Phaethontiformes) rendjébe helyezték. Manapság viszont a legtöbb őslénykutató és ornitológus elfogadja, hogy ezek a madarak az utóbbi rendbe tartoznak.

## Rendszerezésük
Az eddigi felfedezések szerint ebbe a családba 2 monotipikus madárnem tartozik:
- Lithoptila Bourdon, Bouya & Iarochène, 2005 - a paleocén kori Észak-Afrikában
  - Lithoptila abdounensis Bourdon, Bouya & Iarochène, 2005[2]
- Prophaethon Andrews, 1899 - típusnem; az eocén kori Nyugat-Európában
  - Prophaethon shrubsolei Andrews, 1899[3]